# STS-107
STS-107 byla mise raketoplánu Columbia, která odstartovala 16. ledna 2003. Mise trvala 15 dní 22 hodin a 21 minut. Jednalo se o vědecký let s laboratoří Spacehab-RDM na palubě. Let skončil 1. února havárií a ztrátou stroje i s celou posádkou během přistávacího manévru.

## Posádka
- Richard Husband (2), velitel
- William McCool (1), pilot
- Michael Anderson (2), velitel užitečného zatížení a letový specialista 3
- David Brown (1), letový specialista 1
- Kalpana Chawlaová (2), letový specialista 2
- Laurel Clarková (1), letový specialista 4
- Ilan Ramon (1), specialista pro užitečné zatížení, Izraelská kosmická agentura

V závorkách je uvedený dosavadní počet letů do vesmíru včetně této mise.

## Cíle mise
Tato mise byla po mnoha startech první, která neletěla k Mezinárodní vesmírné stanici. Cílem bylo provést řadu mezinárodních vědeckých experimentů v mikrogravitaci. Důraz byl kladen na lékařské experimenty, ale realizované byly také pokusy z oblasti technologického a materiálního výzkumu. V nákladním prostoru raketoplánu se nacházela laboratoř Spacehab (model DRM – Double Research Module – dvojitý výzkumný modul) sloužící k experimentům v mikrogravitaci a externí přístrojová plošina FREESTAR.

## Problémy před startem
STS-107 byla jediná vědecká mise, která „přežila“ škrty v rozpočtu NASA. Původní plány totiž hovořily o jedné vědecké misi každý rok od roku 2001. Postupným snižováním rozpočtu však z celé plánované řady misí zůstala jen mise Columbia STS-107. A i ta však byla postupně odkládaná, protože přednost mělo zásobování a výměna posádek ISS. Do hry vstoupily i technické problémy. Columbia už od roku 1999 procházela rozsáhlou úpravou (Orbiter Maintenance Down Period), která zahrnovala důkladnou údržbu, kontrolu a modernizaci raketoplánu. Tato kontrola se však prodloužila a tak se první termín startu (11. leden 2001) stal nereálným. V následujících dvou letech došlo ke 13 dalším odkladům. Když byl raketoplán konečně v letuschopném stavu, bylo přijato rozhodnutí, že nejdříve se uskuteční mise STS-109 – servisní mise k Hubbleovu vesmírnému dalekohledu. Start mise STS-107 byl plánován na červenec 2002, ale z důvodu dalších technických problémů byl opět odložen.
Lety raketoplánů nejsou označovány podle pořadí, v jakém startují, ale podle pořadí, v jakém byly naplánovány. Pořadí jejich startů se může měnit z finančních, technických a jiných důvodů. Z tohoto důvodu měla mise označení STS-107, přestože následovala po misi STS-113 a ve skutečnosti byla 113. letem raketoplánu a 28. startem orbitru Columbia.

## Průběh letu

### Start

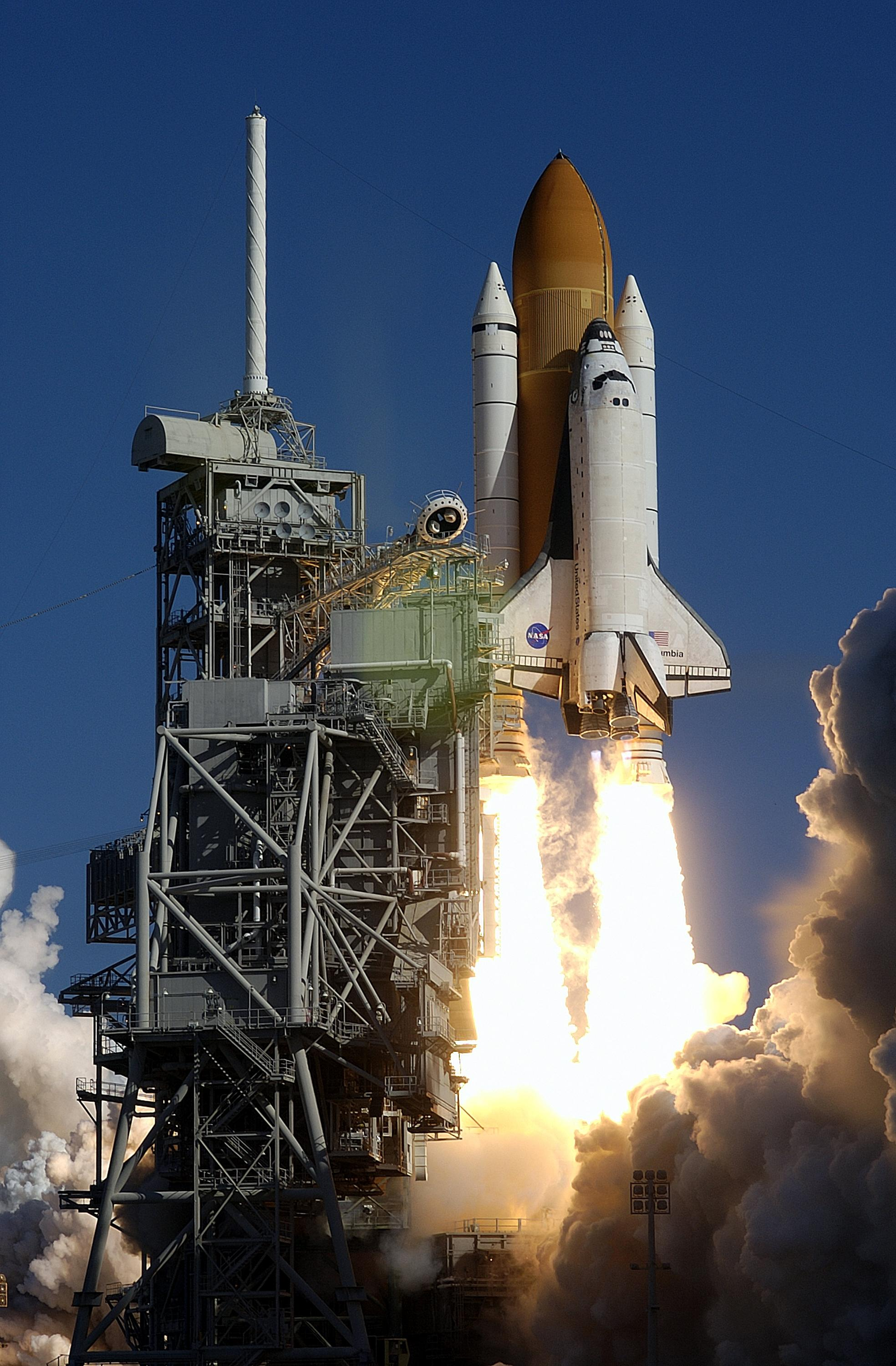
Start raketoplánu Columbia STS-107

Cesta Columbie začala 12. března 2002, kdy byl raketoplán přesunut do přípravného hangáru OPF (Orbiter Processing Facility). Tam byla do nákladového prostoru nejprve vložena přístrojová paleta EDO (25. dubna 2002). 6. června jí následovaly Spacehab a FREESTAR a 31. října byly dveře do nákladového prostoru raketoplánu uzavřeny. 18. listopadu 2002 byla Columbia přesunuta do montážní haly VAB, kde byla o dva dny později připojena k hlavní palivové nádrži ET a pomocným motorům SRB. 9. prosince 2002 se začala přemísťovat na odpalovací rampu LC-39A. Odpočítávání bylo zahájeno 13. ledna 2003. Přípravu na start a samotný start provázela zvláštní bezpečnostní opatření, hlavně kvůli přítomnosti izraelského astronauta na palubě. 7 hodin 20 minut před startem začal pozemní personál plnit nádrž ET pohonnými hmotami. Posádka začala do orbitru nastupovat v 8:30 UT. První nastoupil velitel Rick Husband, poslední (v čase 13:45) Kalpana Chawlaová. Vstupní průlez byl uzavřen ve 14:17.
Start proběhl úspěšně ve čtvrtek 16. ledna 2003 v 15:39:00 UT. Šlo celkově o 113. start v rámci programu Space Shuttle a celkově třetí kosmický start v roce 2003. V čase 15:40:21 UT dálkové kamery zjistily odtržení části tepelné izolace nádrže ET a jeho zásah do levého křídla orbitru. Rychlost kolize byla vypočítána na 190 m/s, hmotnost úlomku na 1,2 kg. Podle tehdejšího úsudku techniků to nemohlo způsobit vážnější poškození křídla ani jeho tepelné ochrany. Právě tento náraz úlomku izolační pěny do křídla se však stal raketoplánu osudným.
Start pokračoval dále bez problémů. 2 minuty a 7 sekund po startu se od nádrže ET oddělily pomocné motory SRB a přistály v Atlantském oceánu. V 15:47:30 UT byly vypnuty hlavní motory SSME (Space Shuttle Main Engines), a v 16:23 UT byl raketoplán Columbia naveden na operační oběžnou dráhu dvouminutovým zážehem motorů OMS (Orbital Maneuvering System).
Po dosažení oběžné dráhy mise dostala mezinárodní označení (COSPAR) 2003-003A. Columbia se dostala na oběžnou dráhu 273-290 km a jeden oběh kolem Země trval 90,14 minut. Sklon dráhy Columbie k rovníku byl 39°. Dvě hodiny po startu byly otevřeny dveře do nákladového prostoru a za další hodinu bylo zahájeno oživování Spacehabu a aktivace soupravy EDO. Už první den letu se uskutečnilo první pozorování – měření sluneční konstanty.

### Operace na oběžné dráze
Orbitální parametry:
| Datum          | Orbitální inklinace (sklon dráhy k rovníku) | Doba oběhu (min) | Výška apogea | Výška perigea |
| -------------- | ------------------------------------------- | ---------------- | ------------ | ------------- |
| 16. leden 2003 | 39,01°                                      | 90,14            | 290 km       | 273 km        |
| 20. leden 2003 | 39,02°                                      | 90,09            | 287 km       | 271 km        |
| 23. leden 2003 | 39,02°                                      | 90,03            | 283 km       | 269 km        |
| 26. leden 2003 | 39,02°                                      | 89,97            | 279 km       | 267 km        |
| 31. leden 2003 | 39,02°                                      | 89,92            | 277 km       | 264 km        |

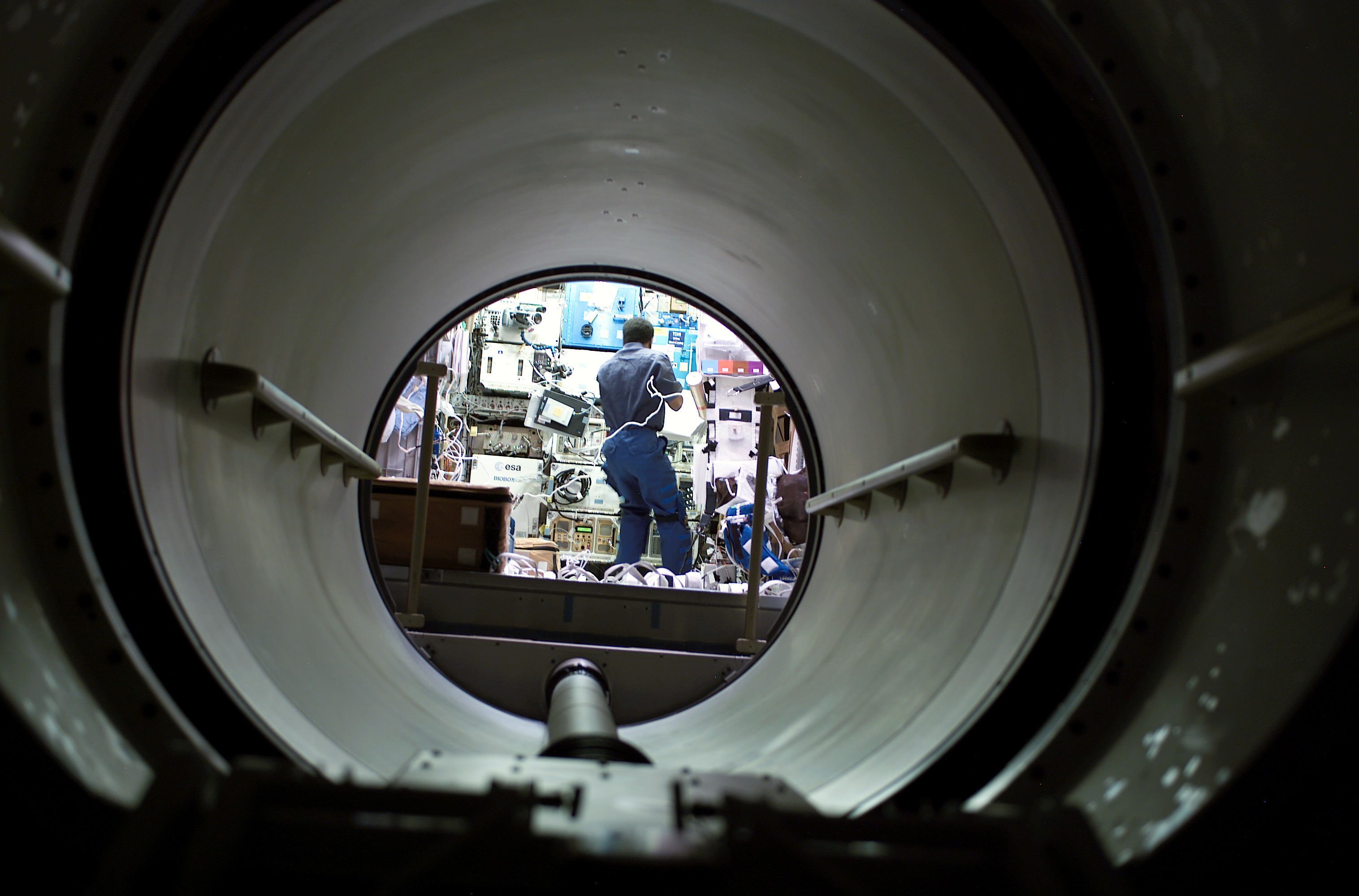
Pohled přes spojovací tunel do Spacehabu. V záběru je astronaut Michael Anderson

Let STS-107 probíhal takřka bez problémů. Základní náplň experimentů byla dokončena s dvoudenním předstihem. Misi narušily jen dva malé technické problémy. Prvním byla porucha separátorů kondenzované vzdušné vlhkosti klimatizačního systému, která nastala 18. ledna. Druhým problémem byl zkrat na jednom ze dvojice separátorů kondenzované vody, ke kterému došlo následujícího dne. Z tohoto důvodu muselo být omezeno chlazení vzduchu, aby bylo možno udržovat na přijatelné úrovni chlazení elektroniky. Tím však začala stoupat teplota na palubě Spacehabu. Oba problémy se však posádce podařilo úspěšně odstranit. Po zvýšení klimatizačního výkonu na obytné palubě Columbie se podařilo teplotu na palubě Spacehabu udržet v rozpětí 24 až 25 °C.
Celkově bylo úspěšně provedeno více než 80 experimentů. Posádka pracovala nepřetržitě ve dvou dvanáctihodinových směnách (tzv. červená a modrá směna). Modrou směnu tvořili Brown, McCool a Anderson, červenou Chawlaová, Husband, Clarková a Ramon. 27. ledna v 17:36 UT se podařilo červené směně navázat spojení s posádkou Mezinárodní vesmírné stanice. V průběhu letu se uskutečnily celkem čtyři tiskové konference. Ta hlavní za účasti všech členů posádky proběhla 29. ledna. Největší pozornost na palubě poutal první izraelský astronaut Ilan Ramon, kvůli kterému se uskutečnila samostatná tisková konference 20. ledna. Ramonův bratr po havárii řekl: „Říkal, že je tak šťastný, že se ani nechce vrátit zpět na Zem… a nevrátil se.“
Zajímavostí je kresba čtrnáctiletého chlapce Petra Ginze, kterou si sebou do vesmíru vzal Ilan Ramon. Kresba znázorňuje pohled z Měsíce na Zem. Petr Ginz ji nakreslil za branami koncentračního tábora Terezín. Později zahynul v plynové komoře v Osvětimi. Kromě toho měl Ramon sebou např. tóru, židovský náboženský text, který prošel německým koncentračním táborem a „košer“ potraviny speciálně balené pro použití ve vesmíru.

#### Přístrojové vybavení a experimenty
Jako už bylo uvedeno, STS-107 byla vědecká mise. V nákladovém prostoru raketoplánu se nacházela laboratoř Spacehab, určená pro experimenty v mikrogravitaci. Označení dvojitý výzkumný modul (DRM) znamená, že tento exemplář vznikl spojením dvou menších modulů do jednoho většího. Spacehab a orbiter spojoval šestimetrový tunel, na který byla napojena také komora EAL (External Airlock) pro výstup do otevřeného prostoru. V přechodové komoře byly dva skafandry a poutací lana přesto, že nebyl plánovaný a ani neproběhl žádný výstup do kosmu. Vesmírná laboratoř Spacehab měla tvar ležatého zkoseného válce o délce šest metrů a vnitřním objemem 60 m3. Na palubě Spacehabu bylo umístěno 3375 kilogramů nákladu (přístroje, vzorky, manuály…) a dalších 360 kg se nacházelo na obytné palubě orbitru. V zadní části nákladového prostoru raketoplánu byla umístěna plošina EDO (Extended Duration Orbiter), která zásobovala energetické články PRSD (Power Reactant Storage and Distribution – systém uložení a distribuce energie), čímž umožnila prodloužení letu ve vesmíru na šestnáct dní s třídenní rezervou. Mezi Spacehabem a plošinou EDO se nacházela další plošina zvaná FREESTAR, která nesla několik vědeckých přístrojů, konkrétně:
- spektrometr na studium ozónové vrstvy v zemské atmosféře SOLSE-2 (Shuttle Ozone Limb Sounding Experiment)
- radiometr pro měření sluneční konstanty SOLCON-3
- radiometrická kamera Cybion IMC-201
- zařízení pro měření kritické viskozity xenonu, CVX-2
- prototyp nízkovýkonového vysílače s přijímače LPT (Low-Power Transceiver)

Přístroje a experimenty na plošině FREESTAR fungovaly buď automaticky, pasivně nebo je astronauti ovládali na dálku.
V kýlové části se nacházel mikroakcelerometr OARE (Orbiter Acceleration Research Experiment), který měřil kvazikonstantní zrychlení. Kromě OARE měřil mikrogravitaci a chvění prostředí akcelerometr SAMS-FF (Space Acceleration Measurement System for Free Flyers).
| Nákladový prostor | Detail nákladového prostoru. Červený ovál ukazuje polohu přístroje OARE |
| ----------------- | ----------------------------------------------------------------------- |
|                   |                                                                         |
|                   |                                                                         |
|                   |                                                                         |

Původně se uvažovalo o tom, že v nákladovém prostoru vynese Columbia místo FREESTAR družici Triana s urychlovacím stupněm, která bude potom navedena na vyšší oběžnou dráhu a bude fotografovat zemský povrch. Projekt však byl pozastaven a následně zrušen z důvodu neshod mezi Kongresem a Bílým domem.

#### Biologické experimenty
Na palubě Columbie byly též skleníky, akvária a terária, aby se mohl studovat vliv mikrogravitace na živé organismy. Několik těchto živočichů dokonce přežilo havárii. Šlo o háďátko obecné (Caenorhabditis elegans). Astronauti sledovali například chování mravenců (rod Pogonomyrmex), pavouků (Eriophora) a včel (Xylocopa) v beztížném stavu, studovali jikry a embrya ryb Oryzias latipes, přizpůsobení se krevního oběhového systému krys mikrogravitaci, vliv podmínek kosmického letu na růst plísní, jejich metabolismus a citlivost na fungicidní prostředky a vliv mikrogravitace na fyziologii mikroorganizmů. Prováděly se imunologické a embryologické studie na rybce Xiphophorus helleri, fyziologické studie na vodní rostlině Ceratophyllum demersum, pozoroval se vývoj rostlinných buněk citlivých na gravitaci u mechu Ceratodon purpureum a jiné.
Experimenty připravovali výzkumníci především ze USA a Izraele, ale také z dalších států: z Kanady, z evropských států sdružených v Evropské kosmické agentuře (ESA), z Japonska, Austrálie, Číny a dalších. Mezi experimenty byl také zařazen projekt vytvořený studenty. Po tragédii jeden z nich uvedl pro New York Times: „Bylo by to znevážení astronautů, když bychom výzkum zastavili. Musíme pokračovat.“

#### Lékařské experimenty
Důraz se kladl na lékařské experimenty, přičemž astronauti sloužili nejen jako výzkumníci, ale i jako pokusné objekty. Uskutečnily se například tyto lékařské experimenty (následující vyjmenované byly připraveny vesmírnou agenturou ESA):
- vliv mikrogravitace na celkový odpor periferních cév u člověka
- regulační mechanismy krevního tlaku při cvičení v mikrogravitaci
- vliv beztíže na regulaci srdečního tepu a krevního tlaku
- spontánní přizpůsobení krevního tlaku mikrogravitaci
- úkol kostních buněk při adaptaci svaloviny na mikrogravitaci
- adaptace kardiopulmonálního a svalového systému v průběhu kosmického letu a po jeho ukončení
- vliv přilnavosti na vlastnosti podpůrného tkaniva v mikrogravitaci
- mnohoparametrové vyhodnocení zvládání stresu astronautů v průběhu letu
- fyziologické parametry ovlivňující ortostatické problémy po kosmickém letu

Některé lékařské experimenty agentury NASA:
- metabolizmus bílkovin v průběhu kosmického letu
- kinetika metabolizmu vápníku v průběhu kosmického letu
- přenos latentních virů HSV1 (Herpes Simplex Virus, typ 1) mezi členy posádky v průběhu letu

Lékařské experimenty Kanadské kosmické agentury (CSA)
- studium osteoporózy v mikrogravitaci, vliv hormonů a genová regulace
- vliv spánku a imunitních funkcí na osteoporózu

Další experimenty byly zaměřeny například na výzkum vlivu osvětlení na hloubku spánku astronautů, studium kostního a svalového systému v mikrogravitaci, změny imunitního systému vyvolané kosmickým letem, vyhodnocení zvládání stresu po dobu letu apod. Pro tyto účely byla posádka vybavena přípravky pro odběr slin, krve a moči, automatickým analyzátorem krve PCBA (Portable Clinical Blood Analyser) a ergometrem a pokročilým systémem pro monitorování dechu ARMS (Advanced Respiratory Monitoring System).

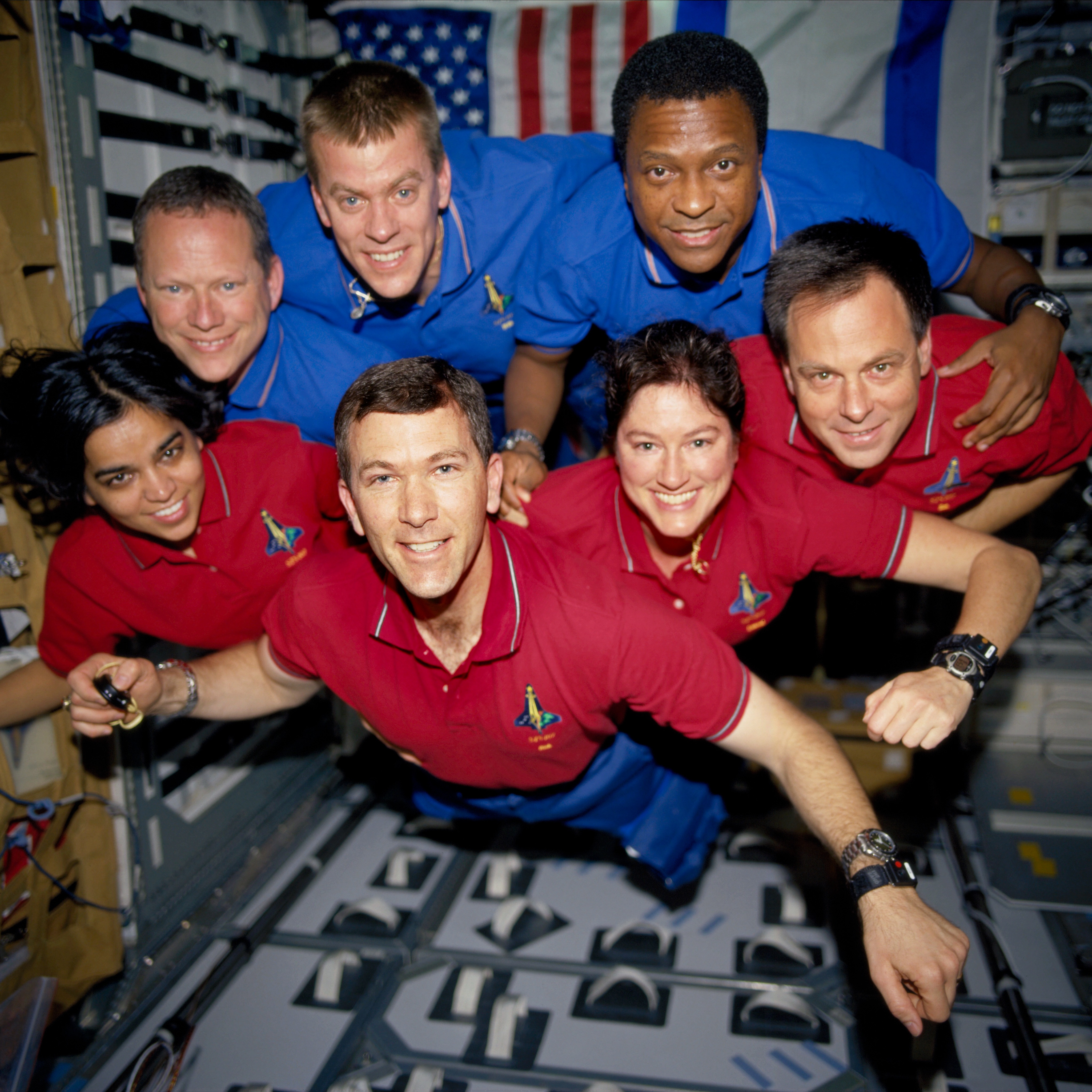
Posádka raketoplánu Columbia STS-107 na orbitě ve stavu beztíže. V horní řadě (modrá směna, L-P): Brown, McCool, Anderson. V dolní řadě (červená směna L-P): Chawlaová, Husband, Clarková a Ramon

#### Technologický a materiálový výzkum
Realizovány byly také pokusy z oblasti technologického a materiálového výzkumu. Šlo například o studium procesu hoření, zkoušky hasicího zařízení s vodní mlhou a studium mechaniky zrnitých materiálů. Z oblasti fyziky se realizovaly pokusy krystalografie a molekulární fyziky, například tvorba vláknitých krystalů ve směsi chloridu kobaltnatého a chloridu vápenatého v roztoku křemičitanu sodného v beztížném stavu. Studovaly se různé fyzikální procesy, například vlastnosti rozhraní dvou kapalin, studium kulatých plamenů, tvorba sazí v beztížném stavu a další. Experimenty a pozorování byly též z oblasti kosmické výroby, například příprava krystalů bílkovin, výroba léčiv a podobně.
Na plošině FREESTAR byly přístroje sledující a zkoumající zemskou atmosféru (spektrometr, radiometrická kamera a další) a též vliv kosmického prostředí na různé materiály (guma, železo, magnety, křída). Tyto materiály byly umístěny na modulu SEM-14 (Space Experiment Module) a experimenty s nimi spojené pocházely z 11 amerických škol. Radiometr SOLCON-3 umístěný na plošině FREESTAR zase měřil hodnotu sluneční konstanty. Na letové palubě raketoplánu se uskutečňoval experiment testování navigačního systému využívajícího družice GPS a při přistávacím manévru mělo též dojít k testování vlivu bočního větru na dynamiku přistávacího manévru.
Vně raketoplánu se sledoval účinek zážehu motorů raketoplánu na ionosféru a také pozorování zážehu motorů z družice USAF.

### Přípravy na přistání
Ještě v průběhu letu technici analyzovali možné důsledky nárazu části tepelné izolace z nádrže ET na levé křídlo raketoplánu. 28. ledna došli k závěru, že ani rozsáhlé poškození dlaždic tepelné ochrany, které mohl tento náraz způsobit, by nemělo mít za následek destrukci raketoplánu. Ani záběry ze stanice AMOS (U. S. Air Force Maui Optical and Supercomputing Site) neukázaly žádné poškození, avšak snímky nezabíraly spodní stranu orbitru. 30. a 31. ledna piloti Columbie a Chawlaová zahájili nácvik přistávacího manévru na simulátoru PILOT. Nácvik proběhl bez jakýchkoliv problémů. 31. ledna zahájila posádka prověrky Columbie před přistáním a také úklid předmětů na obytné palubě a v laboratoři.

## Návrat

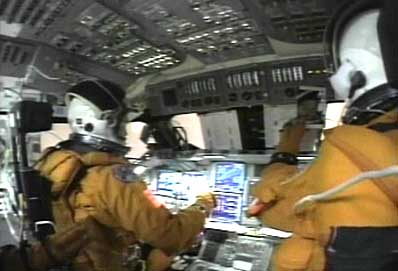
Záběr z kokpitu v počátečních fázích přistávání

Pokus o přistání proběhl 1. února 2003. Ve 14:03 SEČ zahájila nic netušící posádka přistávací manévr. Ve 14:10:39 byla zapojena první jednotka hydrauliky. Raketoplán byl otočen motory dopředu a ve 14:15:30 byl proveden stopadesátiosmisekundový zážeh motorů OME (Orbital Maneuvering Engine – motor pro manévrování na oběžné dráze). Potom piloti otočili Columbii zpět do původního směru, tedy „nosem“ dopředu. Z bloků FRCS (Foward Reaction Control System – přední reaktivní řídící systém – skupina motorů RCS umístěných v přední části raketoplánu) byly vypuštěny zbytky pohonných látek. Raketoplán vstoupil do vrchních vrstev atmosféry, kde jej začalo postupně obklopovat žhavé plazma. Toto plazma s teplotou přesahující 1000 °C vzniká třením řídkých vrstev vzduchu o povrch raketoplánu. Raketoplán (přesněji orbitr) je proti tomu chráněn vrstvou izolačních destiček. Za oficiální čas vstupu do atmosféry se považuje čas 14:44 SEČ. Zatím vše probíhalo podle plánu. S dosednutím stroje na přistávací dráhu Kennedyho vesmírného střediska se počítalo v 15:16 SEČ.
Ve 14:49 Columbie zahájila pravotočivou otáčku – manévr na snížení rychlosti. Ve 14:49 několik čidel zaregistrovalo slabý nárůst teploty. V čase 14:52 zaregistrovala mírný nárůst teploty i čidla v hydraulickém systému brzd levého podvozku. V následujících chvílích došlo ke ztrátě údajů z čidel. Teplota rostla v celém křídle a v celé podvozkové šachtě. Tyto údaje řídící středisko zaregistrovalo, ale nevěnovalo jim zvláštní pozornost. Potom došlo ke ztrátě údajů o tlaku i v pneumatikách levého podvozku. Tato skutečnost už mohla znamenat vážnou závadu, stále však mohlo jít pouze o poruchu komunikace. Spojení však bylo s raketoplánem zcela přerušeno a za několik sekund se stroj podle radarových hlášení rozpadl. Těsně před rozpadem došlo k odtržení levého křídla. V okamžiku rozpadu se Columbia nacházela ve výšce 63 kilometrů a pohybovala se rychlostí 5,5 km/s. V trase raketoplánu nadále letěly už jen žhavé trosky, které se rozptýlily a dopadly na území tří amerických států, nejvíc však na Texas. Okamžitě se rozběhly záchranné akce. Nikdo ze sedmičlenné posádky však nepřežil.
Po zničení Challengeru při misi STS-51L v roce 1986 se jednalo o druhou ztrátu v programu amerických raketoplánů. Havárie si vyžádala více než dvouletý odklad letů. Vyšetřovací komise CAIB (Columbia Accident Investigation Board) zjistila, že pravděpodobnou příčinou bylo poškození tepelného štítu na levém křídle v důsledku kolize s odpadávajícími úlomky pěnové izolace externí nádrže během startu. Kolizi zaznamenaly kamery, a někteří experti vyjádřili obavy z možného fatálního poškození, počítačové simulace několik dní před plánovaným přistáním však obavy rozptýlily. Program byl však určen pro výpočty následků srážky s kosmickými tělesy a v tomto případě neposkytoval přesné informace. Náraz izolace do křídla způsobil poškození v rozsahu, který nikdo z odborníků nepředpokládal. Při pozdější rekonstrukci podobný kus pěnové hmoty, vystřelený proti modelu křídla, dokázal prorazit skrz jeho povrch.